# 度津神社
度津神社（日语：／ Watatsu-Jinja */?）是日本新潟縣佐渡市羽茂飯岡的神社，社格是式內小社、佐渡國一宮、國幣小社和別表神社，主祭神是五十猛命，別當寺是神宮寺。氏子數目方面，根據《日本社寺大觀》記載是73戶，《式內社調查報告》指在明治時期（1868年至1912年）是83戶，1985年時是71戶，日本投降前有20,000名崇敬者，神社本廳出版的《神社名鑑》記載為76戶和10,000名崇敬者。文化財方面，社藏飯岡八幡宮棟札和八幡宮棟札是佐渡市指定有形文化財，在2004年3月1日獲指定。

## 位置與名稱
神社位於飯岡北部，地處羽茂川流域，背靠神體山妹背山，鄰近為佐渡植物園。行政區劃方面，神社原屬佐渡國羽茂郡，後為佐渡郡羽茂本鄉村、羽茂村和羽茂町。大字是飯岡，字是一之宮，地號是583。度津在《新增國史大系》本《延喜式》中唸成Watatsuno（ワタツノ），吉田家本是Watatsu（ワタツ），武田家本和九條家本則沒有標記讀法。神社通稱一宮，《佐渡國寺社境內案內帳》記載為一之宮度津神社，延享年間的《佐渡名勝志》則稱為一之宮八幡。
以前，神社舊址曾經發生洪水而遷移至此。根據文化年間（1804年至1818年）的《佐渡志》記載，神社在正和年間（1312年至1317年）重修，文祿2年（1593年）6月遭遇洪水而合祀至同村的八幡祠。《羽茂村誌》主張神社舊址位於別當屋敷字垣之內和九日田。對此，《河崎村史料編年志》稱在羽茂川上流的赤泊村下川茂字猿八地（現佐渡市下川茂）的小山九社神為神社的垂跡地，《角川日本地名大辭典》則指舊址位於神社對岸的妹背山山麓。另一方面，寶曆年間的《佐渡國寺社境內案內帳》主張神社是在文明2年（1470年）遭遇洪水，在文明4年由本間氏重建，舊址在神社東面。《日本歷史地名大系》也指神社在此時遷移至八幡宮境內。

## 歷史
根據《度津神社略記》記載，神社的各種古文獻在文明2年6月遭遇洪水而散佚，因此無法考究神社的創建時期。根據《延喜式神名帳》記載，神社是佐渡國九座式內社之一，也是羽茂郡兩座式內社之一。此後文獻上最早的紀錄是《朝野群載》承曆4年6月10日（1080年6月29日）條。永萬元年（1165年）6月的《神祇官諸社年貢注文》（平安遺文第3358號）提到的「佐渡國一宮」也被認為是度津神社。直至近世為止，神社由別當寺神宮寺掌控，神宮寺在文化13年（1816年）與一宮神社（現佐渡市宮川甲）的別當寺慶當寺就一宮地位發生爭執，最終由神宮寺勝出，奠定以後度津神社作為佐渡國一宮的地位。明治元年（1868年），神宮寺在廢佛毀釋時變成廢寺。明治4年5月14日（1871年7月1日），神社獲列為國幣小社。1948年9月30日，神社本廳制定「幹部和職員去留相關規定」（役職員進退に関する規程，《規程第15號》），神社列於其中第五條提到的「記載於別表的神社」（別表に掲げる神社）之內，即別表神社。

## 祭神
神社的主祭神是五十猛命，配神是大屋津姬命與抓津姬命。五十猛命的說法始於延寶6年（1678年）橘三喜的《一宮巡詣記》，《佐渡國神社誌》也支持此說法。根據《神社明細帳》記載，當地是高家首的住處，高家首在《新撰姓氏錄》中與物部連同祖，由於物部連代代均以五十猛命為祭神，因此神社也跟隨。《大日本地名辭書》則認為五十猛命的說法是穿鑿附會。相對地，《佐渡名勝志》主張神社的祭神不明，《佐渡志》雖然也承襲此說法，但是同時提到也有說法認為祭神是海童神，《神名帳考證》便視海童神為神社的祭神。《日本歷史地名大系》主張神社古時的祭神是海童神，後來變成五十猛命，《角川日本地名大辭典》則指祭神有植林神（五十猛命）和海上安全之神（海童神）。實際上，與度津讀法相近的神社散見於日本各島嶼內，因此《式內社調查報告》認為將祭神視為海上安全之神也無礙。

## 境內
- 《神道大辭典》的社殿配置圖
- 本殿
- 拜殿

根據《國史大辭典》記載，神社在江戶時代有約1町6反（約15867.77平方）的社地，分米約2石6斗，三分之一為除地。根據《日本社寺大觀》記載，神社境內面積是1719坪（約5682.64平方），《式內社調查報告》和《神社名鑑》均指是3161坪（約10449.59平方），前者指有水田1反22步（約1064.46平方）以及附屬林2町1反4畝17步（約21279.34平方）。本殿佔20坪（約66.12平方），建於寶永6年（1709年）6月，正面和側面各3間，朝南而建，覆屋是流造，本殿擋雨部分建於明和4年（1767年），為4間和4間半的茅葺建築，與本殿連接的幣殿建於1932年，為正面3間，側面2間切妻造。拜殿是正面和側面各3間或正面5間，側面3間的瓦頂入母屋造建築，以阿里山的台灣扁柏於1937年重建，舊拜殿建於文政10年（1827年），在明治維新前稱為參所，建有護摩壇，已作為拜殿遷移至草苅神社。社務所在1881年前也稱為拜殿，建於寬永7年（1630年），為3間和6間半的茅葺建築。此外，尚有5間半和1間半的磴道迴廊、正面和側面各1間，銅板屋頂的神饌舍、始於文化2年（1805年），其後在1943年重建的明神鳥居以及文政6年（1823年）的石燈籠一對等等。境內樹木則達83棵，分別是杉樹57棵、扁柏7棵、雜木5棵和松樹4棵，48棵直徑達1尺（約0.3）以上。
神社的境內末社是八幡宮，原稱飯岡八幡或飯岡八幡宮，在正和2年6月13日（1313年7月7日）由本間光賢創立，永正16年11月14日（1519年12月5日）時由本間淳季進行修理，當時的別當是舜海，推測其為神宮寺的僧人。在度津神社獲列為國幣小社後，八幡宮遷座至其一旁，成為攝社，1877年改為末社，祭神是譽田別尊。1873年8月，妹背大神宮（祭神豐受大神）、稻荷神社（祭神宇迦之御魂命）和熊野大神（祭神家都御子神、熊野夫須美神和御子速玉神）均合祀至八幡宮。此外，神社尚有一座境外末社事比羅神社，祭神是大物主命，創建時期不明，1880年10月獲准設置於妹背山的山腹，《式內社調查報告》推測這便是海童神。

## 祭事
| 1月 | 元旦祭（1月1日）                                                              | 元旦祭（1月1日）            | 5月 | —                     | 9月  | 秋季祭（乙祭，9月30日）        | 秋季祭（乙祭，9月30日） |
| 2月 | —                                                                             | —                           | 6月 | 夏越之大祓（6月30日） | 10月 | —                              | 七五三詣（10月至11月）  |
| 3月 | 祈年祭（3月23日）                                                             | 入學勸學祭 （3月至4月上旬） | 7月 | —                     | 11月 | 新嘗祭和崇敬者大祭（11月23日） | 七五三詣（10月至11月）  |
| 4月 | 交通安全祈願祭（4月21日） 例大祭（4月23日） 海上安全大漁滿足祈願祭（4月24日） | 入學勸學祭 （3月至4月上旬） | 8月 | —                     | 12月 | 大祓（12月31日）               | 大祓（12月31日）        |

神社的例祭是4月23日，明治時期是9月23日，更早以前則是8月15日。例祭當天會舉行神鏑馬式，在早兩天先從氏子中挑選15歲以下的男童，並且於神社內住宿兩晚。在第一天，男童與神職和總代一同製作神鏑馬用的箭，以及學習誦讀祝詞和禮法。第二天是前祭式，首先讓男童騎馬前往四公里外的海岸進行身禊式，並且在藤井家預先於海邊設置的祓所內除祓，其後男童和神馬便到海裡接受身禊，最後前往藤井家祈禱其家運長久，並且在接受藤井家的款待後離開。回到神社後舉行夕的式，首先讓三匹馬待在八幡宮前方，中間為神馬，並且由神官率領男童獻饌以及誦讀祝詞。結束後舉行拜式，由兩名男童在左腋窩挾弓，右腋窩挾箭，以左右左的步伐走三步後一跪拜，然後站起來拉弓作狀射向天空，便隨即再挾著弓箭，以右左右的步伐後退再一拜。在重複拜式兩次後，男童騎馬前往旅所，再繞壇三周後重返八幡宮，並且重複三次後再進行拜式，最終放箭再拜一下而結束。
神鏑馬當天，首先在八幡宮舉行祭典，再由神職和男童進行拜式後，一行人前往旅所，並且在壇上就座，在修祓後由男童誦讀祝詞，便挾著弓箭騎馬返回神社，然後下馬進行拜式。其後，男童又騎馬返回旅所，將弓箭交給別人，口含桃枝，並且各自擲向不同標靶後再次回到神社，然後又隨即折返旅所。男童在到達旅所後先下馬，並且更衣，戴上手甲和腳絆，在騎馬繞旅所三週後各自放箭至之前的標靶，再回到神社一拜，在重複三次後返回神社舉行拜式，然後將箭射向空中，並且於神前一拜而結束。射出的箭則由途人拾起帶回家中，作為厄除魔除擺放於神棚或凹間等地方以祈求身體健康。
例祭當天也會舉行名為大獅子的儀式。獅頭重約15公斤，獅身則是約8米長的麻布，由竹弓支撐，可以容納約15人。當天早上，在替獅頭除祓和注入靈魂後，便會出發前往氏子區域進行門付，區域大致分為上中下三區，總共約70戶，每年輪流前往。在到達各家門口時，以獅頭發出聲響來辟邪，以及咬人來保祐其在這一年身體健康。相對地，氏子也會以食物和酒來款待一行人，讓他們放下獅頭休息。以前，一行人在大獅子巡遊期間喝下神酒後經常到處橫衝直撞，甚至會纏繞年輕女性，將其卷進獅身，把她的帶解掉。

## 註解
1. ↑  《神社名鑑》稱本殿是切妻流造[3]，《式內社調查報告》指是兩部造[1]。

## 外部連結
- . 新潟縣觀光協會.   [2023-01-10] （日语）.
- . 佐渡觀光交流機構.   [2023-01-10] （日语）.
- . 全國一之宮巡拜會.   [2023-01-10] （日语）.